# Alba Bautista
Alba Bautista Cañas (Utrillas, provincia de Teruel, 13 de julio de 2002) es una deportista española que compite en gimnasia rítmica, en la modalidad individual.
Perteneciente a la selección nacional, entrena en el CAR de Madrid a las órdenes de Marta Linares. Ganó una medalla de bronce en el Campeonato Mundial de Gimnasia Rítmica de 2022, en la prueba por equipos. Tiene un título de campeona de España en categoría de honor logrado en 2023. El Pabellón Municipal de Utrillas lleva su nombre desde febrero de 2023.

## Biografía deportiva
Se inició en la gimnasia rítmica con 4 años de edad en el pabellón de Utrillas, entrando con 6 años en el Club Rítmica Cuencas Mineras. Posteriormente pasó a entrenar en el Club Gimnasia Rítmica Teruel. En 2016 se fue al Club Mabel de Benicarló para trabajar a las órdenes de Blanca López Belda, trasladándose con su madre a vivir a Vinaroz al año siguiente para poder tener más cerca el lugar de entrenamiento. 
Para diciembre de 2018 fue seleccionada por Alejandra Quereda para formar parte de la selección nacional en modalidad individual, motivo por el cual se fue a vivir a Valencia para entrenar desde enero de 2019 en el Centro Deportivo Colonial Sport de Alfafar bajo las órdenes de Blanca López Belda y junto a sus compañeras del club Noa Ros y María Añó, además de Polina Berezina. Su primera competición internacional oficial con la selección le llegó en mayo de 2019, disputando la prueba de la Copa del Mundo celebrada en Guadalajara. En septiembre de 2020, tras el confinamiento de la pandemia de COVID-19, fue becada para entrar al CAR de Madrid, donde entrena desde entonces a las órdenes de Marta Linares.
En junio de 2022 disputó el Europeo de Tel Aviv, logrando la 17.ª posición en la general y la 6.ª por equipos. Para septiembre de ese mismo año participó en su primer Mundial, celebrado en Sofía, donde consiguió la medalla de bronce por equipos junto a Polina Berezina y el conjunto español. Además, fue 17.ª en la general individual y logró clasificarse para las finales de pelota y de cinta, donde logró la 5.ª y la 7.ª posición respectivamente. Para marzo de 2023 se colgó la plata en cinta en el Grand Prix de Marbella. En mayo de 2023 compitió en el Europeo de Bakú, obteniendo nuevamente la 17.ª posición en la clasificación general individual. En julio se proclamó campeona de España en categoría de honor en el Campeonato de España celebrado en Valencia.

## Palmarés internacional
| Campeonato Mundial | Campeonato Mundial | Campeonato Mundial | Campeonato Mundial   |
| Año                | Lugar              | Medalla            | Prueba               |
| ------------------ | ------------------ | ------------------ | -------------------- |
| 2022               | Sofía (Bulgaria)   | Medalla de bronce  | Concurso por equipos |